# 제2차 세계 대전 기간 일본
일본 제국은 제1차 세계 대전에서 미국과 영국의 편으로 독일 제국이 점령한 미크로네시아와 비스마르크 섬과 칭다오를 점령했다. 그런 쉬운 전투 만으로 승전국 이름을 따고, 일본제국과 미국 자본가들이 전쟁 동안 물건과 약을 팔아 돈을 긁어모았다. 미국 권력자들은, 제1차 세계 대전을 끝내고 나서 전쟁 동안 늘어난 생산량을 이젠 유럽을 다시 만드는 데 수출해서 미국 밖으로 팔 수 있다는 데에 안심했다. 그리고 유럽을 거의 완전히 재건하고 나선, 만든 물건이 이전만큼 팔릴 수 없었고, 유럽 재건 수요를 노리고 만든 회사들은 망하기 시작한다. 미국권력자들은 다시 한번 세계전쟁을 일으켜 자본권력자들이 떼돈 벌고 태평양과 대서양 뒤에서 안전하게 세계를 더 확실히 지배하기를 바라고 있었다.
일본제국 권력자들은 민주주의를 무시하고, 독재를 즐기면서 자본권력을 누렸다. 자신들이 국민들에게 아주 잘해 준 것이라 생각하면서 그들도 다시 한번 전쟁을 일으켜 큰 장사를 해서 떼돈 벌기를 바라고 있었다.
1937년 7월에 중국 대륙을 침략한다. 일본제국을 막을 생각을 하던 독일 정부가 국민당 정권에 무기를 대주고 참호와 진지를 만들어서 적을 막는 방법을 알려주었었는네 일본제국과 독일 제국이 동맹을 맺으면서 그럴 필요가 없어졌다. 독일 정부가 돕는 동안 국민당 정권은 군인들을 부려먹어서 상하이 주변 해안에 참호를 파고 기관총 진지를 만들고 병영을 만들었다.
그러던 중 나치 독일이 유럽에서 프랑스를 점령하자 프랑스의 병력들이 인도차이나에서 철수한 것을 틈타 인도차이나를 공격, 점령한다. 그 후 나치 독일, 이탈리아 왕국과 삼국 군사 동맹을 맺고 일본은 선전포고도 없이 1941년 12월 진주만을 습격하여 태평양 전쟁을 일으킨다. 그 후 필리핀과 영국령 말레이시아, 홍콩, 싱가포르, 네덜란드령 동인도, 오스트레일리아령 파푸아뉴기니를 침공하여 동남아시아를 장악하게 된다. 그러나 미드웨이 해전 등 수많은 해전에서 미국에 패하여 해군력이 급격히 감소하여 태평양의 제해권을 미국에 넘겨주게 된다. 그 후 영국의 인도차이나 공격, 미국의 공격 등으로 수많은 점령지를 빼앗긴 일본은 최대한 일본의 현정부를 유지하기 위해 미국이 먼저 휴전 협정을 해주길 원했다.
그리하여 일본은 가미카제(神風) 등과 같은 비인간적인 자살공격으로 맞선다. 오키나와섬과 이오섬을 점령한 미국은 일본의 자살공격과 결사항전으로 인한 병사들의 피해가 극심하여 고민에 빠지자 본국에서 원자폭탄이 만들어졌다는 것을 알고 폭탄을 운송하여 나가사키와 히로시마에 투하한다. 그 후 일본 천황 히로히토가 일본 국민들에게 라디오 방송으로 항복을 발표하고 일본의 외상이 미국의 전함 미주리 호 갑판에서 미군들이 지켜보는 가운데에 항복 문서에 서명하면서 태평양 전쟁은 끝나게 된다.
당시 일본의 전차는 굉장히 작고 전차라 불리기에 부적합했으며, 해군은 대다수의 함선들이 제1차 세계 대전 당시에 사용된 전함을 개조한 것이었기 때문에 시대에 뒤떨어졌다. 그리고 총을 사용하기보다는 일본도나 총검을 사용하여 미군에게 달려들면서 공격하는 일명 '반자이 돌격'을 주로 사용하여 병사의 소모가 심했다. 전쟁 초반에는 반자이 돌격이 효과를 발휘하는듯 했으나 미군 때문에 효과가 점점 떨어지게 된다. 결사항전을 위해 여러 자살 무기들을 만들었지만 사용된 것은 극소수였다.

## 같이 보기
- 히로시마·나가사키 원자폭탄 투하
- 대동아공영권
- 외지 (일본 제국)